# Vụ UFO Westall
Vụ chạm trán UFO Westall là sự kiện xảy ra vào ngày 6 tháng 4 năm 1966 tại Melbourne, Victoria, Úc. Lúc 11 giờ sáng, trong khoảng 20 phút, hơn 200 học sinh và giáo viên tại hai trường tiểu bang Victoria được cho là đã chứng kiến một vật thể bay không giải thích rơi xuống một cánh đồng cỏ hoang lộ thiên gần đó. Mảnh đất nằm cạnh một rừng cây thông trong một khu vực được gọi là The Grange (nay là khu bảo tồn thiên nhiên). Theo các báo cáo, vật thể này sau đó bay lên theo hướng tây bắc trên vùng ngoại ô Clayton South, Victoria, Úc.

## Diễn biến
Vào khoảng 11 giờ sáng thứ Tư, ngày 6 tháng 4 năm 1966, một lớp học sinh và giáo viên từ Trường Trung học Westall (nay là trường Westall Secondary College) vừa hoàn thành một hoạt động thể thao trên sân tập hình bầu dục chính khi một vật thể, được mô tả là một phi thuyền dạng đĩa màu xám với màu sắc hơi tím và có kích thước gấp đôi chiếc xe gia đình, được cho là đã được nhìn thấy. Mô tả theo lời các nhân chứng có phần khác biệt: Andrew Greenwood, một giáo viên khoa học, nói với tờ The Dandenong Journal vào thời điểm đó rằng ông nhìn thấy một đĩa màu xanh bạc. Theo các nhân chứng, vật thể đang hạ xuống và sau đó băng qua và bay ngang góc phía tây nam của trường trung học, đi theo hướng đông nam, trước khi biến mất khỏi tầm nhìn khi nó đáp xuống sau một hàng cây vào một bãi cỏ ở The Grange phía trước Trường Tiểu bang Westall (học sinh tiểu học). Sau một thời gian ngắn (khoảng 20 phút), vật thể – với số nhân chứng hiện đã lên đến hơn 200 người – sau đó vọt lên với tốc độ cao và khởi hành về phía tây bắc. Khi vật thể bay lên cao, một số lời kể mô tả nó đã bị truy đuổi rời khỏi hiện trường bởi năm chiếc máy bay không xác định bao quanh vật thể này. Một số mô tả chỉ có một cái đĩa, số khác tuyên bố đã nhìn thấy có tới ba chiếc đĩa.

## Truyền thông vào cuộc
The Dandenong Journal đã đưa tin về cuộc gặp gỡ một cách chi tiết và cho đăng hai câu chuyện trên trang nhất. Lần đầu tiên là vào ngày 14 tháng 4. và tiếp theo là vào ngày 21 tháng 4.
Tờ báo khổ rộng in một mặt, The Age đã đăng một bài viết rất nhỏ về vụ Westall vào ngày 7 tháng 4 năm 1966, trên trang 6: "Vật thể có lẽ là khinh khí cầu – Một vật thể bay không xác định được nhìn thấy ở khu vực Clayton-Moorabbin sáng hôm qua có thể là một quả bóng thời tiết. Hàng trăm trẻ em và một số giáo viên ở trường Westall, Clayton, đã quan sát vật thể này trong giờ nghỉ giải lao buổi sáng." Tờ báo cũng cho biết một số máy bay nhỏ lượn quanh nó. Tuy nhiên, một kiểm tra sau đó cho thấy rằng không có phi công thương mại, tư nhân hoặc RAAF nào báo cáo bất cứ điều gì bất thường trong khu vực. Cục Thời tiết đã thả một quả bóng bay tại Laverton lúc 8 giờ 30 phút sáng và cơn gió tây thổi vào thời điểm đó có thể đã di chuyển nó vào khu vực nơi xảy ra vụ chứng kiến được báo cáo". Các nhân chứng và nhà nghiên cứu đã rất ngạc nhiên khi The Sun News-Pictorial (một tờ báo lá cải) không đăng câu chuyện này, mà tờ The Age (báo khổ rộng in một mặt) lại cho đăng.
Tờ The Sun và The Herald, trong khi không đề cập đến vụ Westall, cả hai đều đăng những tranh biếm họa trong các ấn bản ngày hôm sau nhằm làm sáng tỏ hiện tượng đĩa bay này. Studio 10 (một chương trình truyền hình) đã thực hiện một bản tóm tắt 17 phút nhân kỷ niệm 50 năm sự kiện vào tháng 1 năm 2016 với các cuộc phỏng vấn của các nhân chứng. Một đoạn phim ngắn 7 phút mang tên Westall được sản xuất vào năm 2017 như một phần của dự án Đại học Công nghệ Swinburne. Nó có các cuộc phỏng vấn với 3 đứa trẻ đã chứng kiến sự kiện này. Một bộ phim tài liệu ngắn dài 6 phút có tựa đề "In the Sky - Westall 1966" được sản xuất vào năm 2019 như một phần của sản phẩm từ Đại học Deakin. Nó bao gồm câu chuyện của một trong những nhân chứng và lời giải thích khả dĩ về sự kiện này.

## Điều tra không chính thức
Vụ chứng kiến bị cáo buộc được điều tra bởi hai nhóm: Hội Nghiên cứu Đĩa bay Victoria (VFSRS) và Nghiên cứu Hiện tượng Úc (PRA). Cả hai nhóm đều mô tả đây là một trong những trường hợp UFO lớn không giải thích được của Úc. Nhóm VFSRS đã đến địa điểm này vào ngày 8 tháng 4 và nói chuyện với các học sinh và xem "dấu vết mặt đất", ban đầu được mô tả là một mảng cỏ tròn lớn màu vàng với kiểu xoáy. VFSRS đã in một hình ảnh và một báo cáo nhỏ trên tạp chí "Australian UFO Bulletin" vào tháng 12 năm 2000. Một điều tra viên, Brian Boyle (PRA), đã đến địa điểm này vào ngày 9 tháng 4 với bốn nhà điều tra quân đội. Boyle đã thực hiện một số cuộc phỏng vấn, được anh ghi âm lại trên băng, trong một số ngày và lấy mẫu từ dấu vết mặt đất. Các điều tra viên này đã có thể nói chuyện với nhiều nhân chứng khi họ đang trong kỳ nghỉ lễ Phục sinh (8–11 tháng 4).

## Giải thích đề xuất
Mặc dù một số nhân chứng đã báo cáo năm máy bay loại Cessna xung quanh đối tượng, các nhà điều tra không thể tìm thấy bất kỳ hồ sơ nào về loại máy bay này. Sân bay Moorabbin, cách vị trí 4,76 km (phía tây nam), đã được kiểm tra nhưng không có máy bay nào từ sân bay đó đi vào không phận. RAAF cũng báo cáo không có hoạt động quân sự nào trong khu vực đó. Liên minh các tổ chức hoài nghi Úc Australian Skeptics mô tả vật thể này có khả năng là một máy bay quân sự thử nghiệm. Họ đề nghị rằng nó có thể là một loại túi phao nylon, giống như một chiếc tất gió, được kéo bởi một chiếc máy bay để những chiếc khác đuổi theo và được RAAF sử dụng vào thời điểm đó.

## Họp mặt
Một cuộc hội ngộ giữa các nhân chứng đã được tổ chức tại Hội trường Câu lạc bộ Quần vợt Westall, vào ngày 8 tháng 4 năm 2006, để kỷ niệm 40 năm của sự kiện này.

## Phim tài liệu
Một bộ phim tài liệu HDTV dài 50 phút có tên Westall ‘66: A Suburban UFO Mystery lần đầu tiên được phát sóng trên truyền hình Úc vào ngày 4 tháng 6 năm 2010.
Vào ngày 4 tháng 6 năm 2010, một chương trình Seven Network TV, Today Tonight, đã sản xuất một phân đoạn về vụ này và phim tài liệu Westall. Sự kiện này cũng được nhắc đến trong Close Encounters.
Ngày 21 tháng 1 năm 2016 Chương trình trên Kênh 10 (Úc) Studio 10 đã chiếu một phân đoạn có tiêu đề: "21 Jan – Melbourne UFO Mystery: 50 Years On" (17 phút: 31 giây) bao gồm các cuộc phỏng vấn trực tiếp với các nhân chứng là trẻ em tại trường địa phương, ở ngoại ô Melbourne, quay trở lại vào năm 1966. Invasion Earth mùa 1, Tập 5 có một đoạn 15 phút dành riêng cho sự kiện và phỏng vấn 4 nhân chứng riêng biệt nói rằng một số giáo viên đã từ chối phỏng vấn.